# Leticia (Amazonas, Kolumbija)
Leticia je grad na jugu Amazonskog trapeza, najjužnijeg dijela Kolumbije. Najjužniji je kolumbijski grad i glavni grad departmana Amazonas. Nalazi se na 96 metara nadmorske visine i ima prosječnu temperaturu od 27 °C. Grad se nalazi na lijevoj obali rijeke Amazona, na području koje se naziva Tres Fronteras.
Grad i luka Tabatinga u Brazilu je "naslonjena" na Leticiu s kojom usko surađuje. Ova dva grada skupa imaju oko 100.000 stanovnika.

## Promet
- Vásquez Cobo International Airport, zračna luka

## Vanjske poveznice
- Leticia - službene stranice  Arhivirana inačica izvorne stranice od 27. studenoga 2012. (Wayback Machine) (šp.)
- Amazon Spanish College  Arhivirana inačica izvorne stranice od 7. srpnja 2011. (Wayback Machine)
- visitleticia.com  Arhivirana inačica izvorne stranice od 16. travnja 2003. (Wayback Machine)